# Kevin Peter Hall
Kevin Peter Hall (Pittsburgh, Pennsylvania, 1955. május 9. – Hollywood, Kalifornia, 1991. április 10.) amerikai színész.
„Nem csak egy olyan fickó vagyok, aki szörnyjelmezben csoszog össze-vissza, inkább egy afféle bábmester lennék, aki a láb és kézmozgásokkal megkísérel a lénynek személyiséget kölcsönözni.” - Hall

## Élete
Hall 1955-ben született Pittsburghben. Édesanyja (188 cm) és édesapja (196 cm) is igen magas volt sőt  mind a hat testvére magasabb volt mint 193 cm; ám ő vitte a pálmát 220 centiméterrel. Felvették a George Washington Egyetemre, ahol a kosárlabda mellett a színészet is érdekelte. A diploma után Venezuelában próbált szerencsét játékosként, de hamarosan a filmek felé fordult. Először a Jövendölés horrorban bukkant fel, ahol egy mutáns medvét játszhatott el. Hatalmas mérete miatt inkább horrorfilmekbe hívták szerepelni. Az 1980-as Fenyegetésben egy űrlényt formált meg, a Misztikus játékban Gorvilt alakíthatta, majd a Monster in the Closetben is szörnyként tűnt fel. Pályázott a Kedves ellenségem földönkívüli szerepére is, de nem őt szerződtették le. Ezt követően barátságos lény bőrébe bújhatott bele, az Óriásláb és Hendersonék filmben a jetit, azaz Óriáslábat formálhatta meg. A film rendezőjét, Stan Winstont Oscar-díjra jelölték. Később a film alapján készült sorozatban is eljátszhatta a kedves és aranyos jetit. A széria első évadának a forgatása után hunyt el AIDS-ben, egy súlyos autóbaleset után vérátömlesztést hajtottak végre rajta, ekkor kapta a fertőzött vért. Az Óriásláb film után kérték fel a Ragadozó szerepére, amit boldogan bevállalt, a klasszikusban mellesleg kosztüm nélkül is láthatjuk, a végén ő a helikopter pilótája.

## Válogatott filmek
- 1979 - Jövendölés
- 1982 - Misztikus játék
- 1987 - Az Óriásláb és Hendersonék
- 1987 - Ragadozó
- 1988 - Pee Wee nagy kalandja
- 1990 - Ragadozó 2.
- 1991 - Országút a pokolba

## További információ
- Kevin Peter Hall a PORT.hu-n (magyarul)
- Kevin Peter Hall az Internetes Szinkronadatbázisban (magyarul)
- Kevin Peter Hall az Internet Movie Database-ben (angolul)
- Kevin Peter Hall a Rotten Tomatoeson (angolul)